# Mosteiro de Andechs
O Mosteiro de Andechs fica situado no município de Andechs, Baviera, Alemanha.
O mosteiro é famoso pela sua produção de cerveja.
No mosteiro está sepultado Carl Orff.